# Ras Kasar
Le Ras Kasar (où le mot Ras signifie littéralement en arabe : cap) constitue l'extrémité terrestre de la frontière entre l'Érythrée et le Soudan sur le littoral de la mer Rouge.

## Géographie
Côté érythréen, la région érythréenne Seménawi-Qeyh-Bahri et, côté soudanais, l'État de Mer Rouge jouxtent ce point de jonction.

## Référence
- zone du Ras Kasar sur la carte OpenStreetMap (OSM).